# ستيف يونغ
ستيف يونغ (بالإنجليزية: Steve Young)‏ (و. 1961  م) هو لاعب كرة قدم أمريكية، وممثل تلفزي، من الولايات المتحدة، ولد في سولت ليك سيتي، هو عضوٌ في الحزب الجمهوري، يلعب كظهير ربعي.

## التعليم
تعلم في Greenwich High School ‏.

## جوائز
حصل على جوائز منها:
- قاعة مشاهير محترفي كرة القدم.

## وصلات خارجية
- ستيف يونغ على موقع مرجع كرة القدم المحترفة.كوم (الإنجليزية)

- ستيف يونغ على موقع IMDb (الإنجليزية)
- ستيف يونغ على موقع الموسوعة البريطانية (الإنجليزية)
- ستيف يونغ على موقع إن إن دي بي (الإنجليزية)
- ستيف يونغ على موقع قاعدة بيانات الفيلم (الإنجليزية)